# Villarembert
Villarembert is een gemeente in het Franse departement Savoie (regio Auvergne-Rhône-Alpes) en telt 265 inwoners (2004). De plaats maakt deel uit van het arrondissement Saint-Jean-de-Maurienne.
Het dorp Le Corbier behoort tot de gemeente Villarembert.

## Geografie
De oppervlakte van Villarembert bedraagt 9,5 km², de bevolkingsdichtheid is 27,9 inwoners per km².
De onderstaande kaart toont de ligging van Villarembert met de belangrijkste infrastructuur en aangrenzende gemeenten.

## Demografie
Onderstaande figuur toont het verloop van het inwonertal (bron: INSEE-tellingen).